# أبو غسان النهدي
مالك بن إسماعيل بن زياد بن درهم، أبو غسان النهدي، الكوفي، من أئمة ورواة االحديث الثقات، كان فقيها متعبدا صحيح الكتاب. وهو سبط إسماعيل بن حماد بن أبي سليمان الفقيه، قال أبو حاتم : كان أبو غسان يملي علينا من أصله ، وكان لا يملي حديثا حتى يقرأه ، وكان ينحو ، لم أر بالكوفة أتقن من أبي غسان ، لا أبو نعيم ، ولا غيره ، وأبو غسان أتقن من إسحاق بن منصور ، وهو متقن ثقة ، كان له فضل وصلاح وعبادة ، وصحة حديث واستقامة ، وكانت عليه سجادتان ، كنت إذا نظرت إليه كأنه خرج من قبر - رحمه الله تعالى"، مات فِي ربيع الآخر سَنَةَ تسع عشرة ومائتين.

## روايته للحديث النبوي
- حدث عن: إسرائيل ، وورقاء ، وعيسى بن عبد الرحمن السلمي ، وفضيل بن مرزوق ، والحسن بن صالح بن حي ، والحكم بن عبد الملك ، وعبد الرحمن بن الغسيل ، وعبد العزيز بن الماجشون ، ومندل بن علي ، وحبان بن علي ، وأبي معشر السندي ، ويحيى بن عثمان التيمي ، وزهير بن معاوية ، وخلق.
- وعنه: البخاري ، وأبو بكر بن أبي شيبة ، ويوسف بن موسى ، ومحمد بن يحيى الذهلي ، وهارون الحمال ، وأبو إسحاق الجوزجاني ، وأحمد بن سليمان الرهاوي وأحمد بن ملاعب ، وسلمة بن شبيب ، وفهد بن سليمان ، ومحمد بن إسحاق الصنعاني ، وأبو زرعة ، وأبو حاتم، ومحمد بن الحسين الحنيني، وابن وارة، وخلق كثير.[3]

## أقوال العلماء فيه
أقوال علماء الجرح والتعديل فيه:
- قال أبو أحمد بن عدي الجرجاني: مشهور بالصدق، ومرة: في نفسه صدوق.
- قال أبو حاتم الرازي: متقن ثقة.
- قال أبو حاتم بن حبان البستي: ذكره في الثقات.
- قال أحمد بن شعيب النسائي: ثقة.
- قال أحمد بن صالح الجيلي: ثقة صحيح الكتاب.
- قال ابن حجر العسقلاني: ثقة عابد متقن صحيح الكتاب، ومرة: من كبار شيوخ البخاري مجمع على، وقد احتج به الأئمة.
- قال الذهبي: حجة عابد قانت.
- قال محمد بن عبد الله بن نمير: أحب إلى من محمد بن الصلت وأبو غسان محدث من أئمة المحدثين.
- قال يحيى بن معين: ثقة، ومرة: ليس بالكوفة أتقن من أبي غسان.
- قال يعقوب بن شيبة السدوسي: ثقة متقن، ومرة: ثقة ثقة، يميل إلى التشيع.